# 파르테노페 (영화)
《파르테노페》(Parthenope)는 2024년 개봉한 판타지 드라마 영화이다. 파올로 소렌티노가 감독과 공동각본을 맡았다. 이탈리아와 프랑스 합작 영화이다. 2024년 칸 영화제 황금종려상 경쟁 후보작이다.
이 영화는 2024년 10월 24일 이탈리아에서 파이퍼필름(PiperFilm)을 통해 극장 개봉되었다. 비평가들로부터 엇갈린 평가를 받았다.

## 줄거리
영화는 주인공 파르테노페라는 여성을 중심으로 전개되는데, 그녀는 자신의 도시 이름을 따왔지만 신화 속 사이렌이나 신화적 존재는 아니다. 영화의 배경은 햇살 가득한 나폴리이며, 파르테노페는 어린 시절 그녀에게 집착했던 오빠들과 함께했던 추억들을 회상한다. 총명한 학생인 그녀는 인류학 교수의 관심을 받지만, 독특한 연기 코치의 모습에 배우의 꿈은 사라진다. 미학자가 될까 고민하던 그녀는 존경하던 작가 존 치버를 만나고, 인류학 연구 대상인 혈액이 액체로 변하는 기적에 참석하는 추악한 주교와 낭만적인 관계를 맺을까 생각하기도 한다.

## 출연진
- 셀레스트 달라포르타 - 파르테노페
  - 스테파니아 산드렐리 - 노인 파르테노페
- 게리 올드먼 - 존 치버
- 실비오 오를란도 - 데보노 마로타
- 루이사 라니에리 - 그레타 쿨
- 페페 란체타 - 주교
- 이사벨라 페라리 - 플로라 말바